# Kloster Zaraka
Das Kloster Zaraka (Saracez) ist eine ehemalige Zisterzienserabtei in Griechenland. Die Ruinen des Klosters liegen in einer Hochebene (ca. 620 m) am Stymfalischen See zwischen den Dörfern Kionia und Stymfalia (Präfektur Korinthia, nördlicher Peloponnes), zwei Kilometer nordwestlich des antiken Stymphalos.

## Geschichte
Das Kloster wurde in der ersten Hälfte des 13. Jahrhunderts gegründet. Während der Zeit der Frankenherrschaft im Vierten Kreuzzug hatte sich Gottfried I. von Villehardouin, der Herr von Morea, im Jahr 1210 erboten, in Patras ein Haus für Zisterziensermönche zu errichten, über das aber sonst nichts bekannt geworden ist. Die Anfrage erreichte das Kloster Hautecombe in Savoyen. Es ist unklar, ob hieraus das Kloster Isova in der Landschaft Elis, dessen Zugehörigkeit zum Zisterzienserorden nicht gesichert ist, oder Zaraka hervorgegangen ist. Im Jahr 1225 bat Gottfried I. von Villehardouin das Generalkapitel des Ordens um Entsendung einer Gruppe von Mönchen für ein Kloster in Achaia (Peloponnes). Die letzte Erwähnung des Klosters stammt aus den Akten des Generalkapitels von 1260. In der Folge des Endes der lateinischen Herrschaft in Konstantinopel mussten die Klöster der abendländischen Orden in Griechenland mit Ausnahme des Klosters Daphni und einer Zisterzienserniederlassung auf Kreta bis 1275 oder 1280 geschlossen werden. Münzfunde aus dem 14. Jahrhundert belegen jedoch, dass die Anlage auch noch später genutzt wurde. Seit 1993 finden umfangreichere Ausgrabungen von Archäologen aus Toronto statt.

## Anlage und Bauten

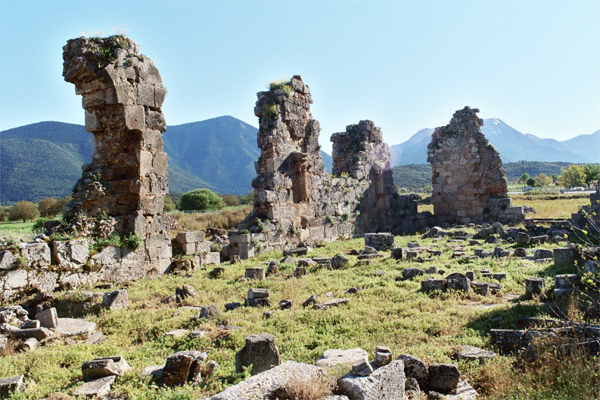
Ruine der Klosterkirche

Zaraka ist die am besten erhaltene fränkische Klosteranlage in Griechenland. Die z. T. noch aufrecht stehenden Reste zeigen eine querschifflose dreischiffige gotische Kirche mit rechteckigem Chor, einem vierjochigen Langhaus mit die Arkaden tragenden Rundpfeilern mit vier Halbsäulchen, einem runden Türmchen neben dem Chor und je einer Seitenkapelle auf jeder Seite. Die Steine stammen zum Teil aus der antiken Stadt Stymphalos. Vom Kreuzgang südlich der Kirche führte ein Durchgang unmittelbar in die Kirche. Im Nordosten der Kirche findet sich das Fundament eines Glockenturms. Das Kloster hatte ein zweistöckiges Torhaus mit einem tonnengewölbten Durchgang.